# Atributo HTML
Los atributos de HTML son palabras especiales utilizadas dentro de la etiqueta de apertura para controlar el comportamiento del elemento. Los atributos de HTML son un modificador de un tipo de elemento de HTML, proporcionando funcionalidad adicional. En sintaxis HTML, un atributo se añade a una etiqueta de inicio de HTML.
Se reconocen varios tipos de atributos básicos, que incluyen: (1) atributos requeridos, necesarios para que un tipo de elemento funcione correctamente; (2) atributos opcionales, que modifican la funcionalidad por defecto de un tipo de elemento; (3) atributos estándares, soportados por muchos tipos de elementos; y (4) atributos de evento, utilizados para especificar guiones o script que se ejecutan bajo circunstancias concretas para cierto tipo de elementos.
Algunos tipos de atributo funcionan de manera diferente al ser utilizados para modificar diferentes tipos de elemento. Por ejemplo, el atributo name (nombre) se emplea en varios tipos de elementos, pero tiene funciones ligeramente diferentes en cada uno.

## Descripción
Los atributos de HTML generalmente se muestran como una pareja nombre-valor, separados por =, y están escritos dentro de la etiqueta de inicio de un elemento, después del nombre del elemento:
```
<
element
 
attribute
=
"value"
>
element content
</
element
>

```

Dónde  element nombra el tipo element del HTML, y atributte es el nombre del atributo puesto al value (valor) proporcionado. El valor puede estar encerrado en comillas simples o dobles, aunque hay valores compuestos de ciertos caracteres y que pueden quedar descomillados en HTML (pero no en XHTML). Dejar valores de atributo descomillados se considera inseguro.
A pesar de que la mayoría de los atributos se proporcionan como nombres y valores parejados, algunos afectan a la simplicidad del elemento con su presencia en la etiqueta de inicio del elemento (como el atributo ismap para el elementoimg).

El elemento de abreviatura, abbr, se puede usar para mostrar estos distintos atributos:
```
<
abbr
 
id
=
"anId"
 
class
=
"aClass"
 
style
=
"color:blue;"
 
title
=
"Hypertext Markup Language"
>
HTML
</
abbr
>

```

Este ejemplo visualiza como HTML, y en la mayoría de los navegadores, al apuntar con el cursor en la abreviatura, debería mostrar el texto de título: "Hypertext Markup Language."
La mayoría de elementos también toman la los atributos relativos a lenguas lang y dir.

### Atributos comunes
La mayoría de elementos pueden tomar cualquiera de varios de los atributos comunes:
- El atributo id (identidad) proporciona un identificador único en el ámbito de todo el documento para un elemento.[7][8][9] Este puede ser utilizado como selector CSS para proporcionar propiedades presentacionales, por los navegadores para centrar la atención en el elemento concreto, o por scripts (guiones) para alterar los contenidos o la presentación de un elemento. Anexado a la URL de la página, la URL directamente apunta el elemento concreto dentro del documento, típicamente una subsección de la página. Por ejemplo, los #ID "Atributtes" en http://en.wikipedia.org/wiki/html#Atributtes
- El atributo  class proporciona una manera de clasificar elementos similares.[10][11] Esto puede ser utilizado para propósitos semánticos, o para propósitos de presentación. Semánticamente, por ejemplo, las clases se utilizan en microformatos. Presentacionalmente, por ejemplo, un documento HTML podría utilizar la designaciónclass="notation", para indicar que todos los  elementos con esta clase de valor están subordinados al texto principal del documento. Tales elementos podrían ser reunidos juntos y presentados como notas al pie en una página, en vez de aparecer en el sitio donde se encuentran en la fuente de HTML. Otro uso sería como selector CSS.
- Un autor puede utilizar propiedades no presentacionales de código atribucional de style para un elemento particular. El atributo de estilo se puede utilizar en cualquier elemento de HTML ( se validará en cualquier elemento HTML; aun así, no es necesariamente útil). Se considera mejor práctica usar los atributos iddo classde un elemento para seleccionar el elemento con una stylesheet (hoja de estilo), aunque a veces esto puede ser demasiado pesado para una aplicación de propiedades de estilo simple y específico o ad hoc.
- El atributo de title (título) se suele usar para unir explicación subtextual a un elemento. En la mayoría de los navegadores, este atributo se muestra como lo que a menudo se llama un tooltip o globo.

## Variedades
Los atributos HTML se clasifican generalmente en  requeridos, opcionales, estándares (también denominados globales) y de evento.  Normalmente los atributos requeridos y opcionales modifican elementos de HTML concretos, mientras que los atributos estándares pueden aplicarse a la mayoría de elementos de HTML.  Los atributos de evento, añadidos en versión HTML 4, permiten que un elemento especifiquen guiones o script que se ejecutaran en ciertas circunstancias .<re

## Requerido y opcional

### Utilizado por un elemento
- <area>: nohref
- <body>: alink, background, link, text, vlink
- <form>: accept-charset, action, enctype, method
- <frame>: noresize
- <head>: profile
- <hr>: noshade
- <html>: xmlns
- <img>: ismap
- <input>: checked, maxlength
- <label>: for
- <meta>: content, http-equiv, scheme
- <object>: classid, codetag, data, declare, standby
- <ol>: start
- <option>: selected
- <param>: valuetype
- <script>: defer, xml:space
- <select>: multiple
- <table>: cellpadding, cellspacing, frame, rules, summary
- <td>: headers

### Utilizado por dos elementos
- <a> and <area>:
  - coords — coordinates of an <area> or a <link> within it.
  - shape — shape of an <area> or a <link> within it.  Values: default, rect, circle, poly.
- <a> and <link>:
  - hreflang — Language code of the linked document. (<a>, <link>)
  - rel — Nature of the linked document (relative to the page currently displayed).  Free text for <a>, but <link> uses a set of terms (alternate, appendix, bookmark, chapter, contents, copyright, glossary, help, home, index, next, prev, section, start, stylesheet, subsection).
  - rev — Nature of the currently displayed page (relative to the linked document).  Varies for <a> and <link> as for rel.
- <object>:
  - archive — archive URL(s) (<applet>, <object>)
  - codebase — base URL (<applet>, <object>)
- <basefont> and <font>:
  - color — text color (deprecated) (<basefont>, <font>)
  - face — font family (deprecated) (<basefont>, <font>)
- <col> and <colgroup>:
  - span — number of columns spanned (<col>, <colgroup>)
- <del> and <ins>:
  - datetime — date and time of text deletion or insertion.
- <form> and <input>:
  - accept — types of files accepted when uploading <form> or <input>
- <frame> and <iframe>:
  - frameborder — value (0 or 1) specifies whether to display a border around the <frame> or <iframe>.
  - marginheight — top and bottom margins in pixels around the <frame> or <iframe>.
  - scrolling — value (yes, no, auto) specifies whether to display scroll bars around the <frame> or <iframe>.
  - marginwidth —  left and right margins in pixels around the <frame> or <iframe>.
- <frameset> and <textarea>:
  - cols — number of visible columns in <frameset> or <textarea> (some variation)
  - rows — number of visible rows in <frameset> or <textarea> (some variation)
- <img> and <object>:
  - usemap — specifies name of a map element to use with <img> -or- URL of an image-map to use with <object>.
- <input> and <textarea>:
  - readonly — specifies read-only text for <input> and <textarea>.
- <link> and <style>:
  - media — specifies display device for <link> and <style>.  Values: all, aural, braille, handheld, print, projection, screen, tty, TV.
- <optgroup> and <option>:
  - label — description text for an <optgroup> or <option>.
- <td> and <th>:
  - abbr — abbreviated version of a table cell or header.
  - axis — category name for a table cell or header.
  - colspan — number of columns spanned by a table cell or header.
  - nowrap — (deprecated) prevents wrapping of a table cell or header.
  - rowspan — number of rows spanned by a table cell or header.
  - scope — no effect on normal browser display, but marks a table cell or header as a logical header for other cells.  Values: col, colgroup, row, rowgroup.

### Utilizado por múltiples elementos
- align — <applet>, <col>, <colgroup>, <object>, <tbody>, <td>, <tfoot>, <th>, <thead>

- align also deprecated in <caption>, <div>, <h1> to <h6>, <hr>, <iframe>, <img>, <input>, <legend>, <p>, <table>

- alt — <area>, <img>, <input>
- bgcolor — <body>, <table>, <td>, <th>, <bgcolor>
- border — <img>, <object>, <table>
- char — <char>, <colgroup>, <tbody>, <td>, <tfoot>, <th>, <thead>, <tr>
- charoff — <col>, <colgroup>, <tbody>, <td>, <tfoot>, <th>, <thead>, <tr>
- charset — <a>, <link>, <script>
- cite — <blockquote>, <del>, <ins>, <q>
- compact — <dir>, <menu>, <ol>, <ul>
- disabled — <button>, <input>, <optgroup>, <option>, <select>, <textarea>
- height — <applet>, <iframe>, <img>, <object> . Also deprecated in <td>, <th>
- href — <a>, <area>, <base>, <link>
- hspace — <object>. Also deprecated in <img>
- longdesc — <frame>, <iframe>, <img>
- name — <a>, <button>, <form>, <frame>, <iframe>, <input>, <map>, <meta>, <object>, <param>, <select>, <textarea>
- size — <basefont>, <font>, <hr>, <input>, <select>
- src — <frame>, <iframe>, <img>, <input>, <script>
- target — <a>, <area>, <base>, <form>, <link>
- type — <button>, <input>, <li>, <link>, <object>, <ol>, <param>, <script>, <style>, <ul>
- valign — <col>, <colgroup>, <tbody>, <td>, <tfoot>, <th>, <thead>, <tr>
- value — <button>, <input>, <li>, <option>, <param>
- vspace — <img>, <object>
- width — <col>, <colgroup>, <hr>, <iframe>, <img>, <object>, <pre>, <table>, <td>, <th>

## Atributos globales
Los atributos globales, también conocidos como atributos estándares, funcionan con un gran número de elementos. Incluyen los atributos estándares básicos: entre los que se encuentran accesskey, class, contenteditable, contextmenu, data, dir, hidden (escondido), id, lang, style (estilo), tabindex, títle. Hay también algunos experimentales. Tanto xml:lang , como xml:base ha sido depreciados. Los atributos  aria-* múltiples mejoran la accesibilidad. Los atributos de manejador de eventos, se listan más adelante en esta página.
Técnicamente todos los atributos globales tienen que ser aceptados por todos los  elementos, aunque no funcionen con algunos de ellos. La tabla inferior lista algunos atributos globales comunes, y algunos de los elementos con los que pueden funcionar.
| Elemento                           | id | class | style | title | dir | lang | xml:lang | accesskey | tabindex |
| ---------------------------------- | -- | ----- | ----- | ----- | --- | ---- | -------- | --------- | -------- |
| <param>                            | id |       |       |       |     |      |          |           |          |
| <head>                             |    |       |       |       | dir | lang | xml:lang |           |          |
| <html>                             |    |       |       |       | dir | lang | xml:lang |           |          |
| <meta>                             |    |       |       |       | dir | lang | xml:lang |           |          |
| <title>                            |    |       |       |       | dir | lang | xml:lang |           |          |
| <style>                            |    |       |       | title | dir | lang | xml:lang |           |          |
| <applet>                           | id | class | style | title |     |      |          |           |          |
| <br>                               | id | class | style | title |     |      |          |           |          |
| <frame>                            | id | class | style | title |     |      |          |           |          |
| <frameset>                         | id | class | style | title |     |      |          |           |          |
| <iframe>                           | id | class | style | title |     |      |          |           |          |
| <basefont>                         | id | class | style | title | dir | lang |          |           |          |
| <center>                           | id | class | style | title | dir | lang |          |           |          |
| <dir>                              | id | class | style | title | dir | lang |          |           |          |
| <font>                             | id | class | style | title | dir | lang |          |           |          |
| <menu>                             | id | class | style | title | dir | lang |          |           |          |
| <s>                                | id | class | style | title | dir | lang |          |           |          |
| <strike>                           | id | class | style | title | dir | lang |          |           |          |
| <u>                                | id | class | style | title | dir | lang |          |           |          |
| <abbr>                             | id | class | style | title | dir | lang | xml:lang |           |          |
| <acronym>                          | id | class | style | title | dir | lang | xml:lang |           |          |
| <address>                          | id | class | style | title | dir | lang | xml:lang |           |          |
| <b>                                | id | class | style | title | dir | lang | xml:lang |           |          |
| <big>                              | id | class | style | title | dir | lang | xml:lang |           |          |
| <blockquote>                       | id | class | style | title | dir | lang | xml:lang |           |          |
| <body>                             | id | class | style | title | dir | lang | xml:lang |           |          |
| <caption>                          | id | class | style | title | dir | lang | xml:lang |           |          |
| <cite>                             | id | class | style | title | dir | lang | xml:lang |           |          |
| <code>                             | id | class | style | title | dir | lang | xml:lang |           |          |
| <col>                              | id | class | style | title | dir | lang | xml:lang |           |          |
| <colgroup>                         | id | class | style | title | dir | lang | xml:lang |           |          |
| <dd>                               | id | class | style | title | dir | lang | xml:lang |           |          |
| <del>                              | id | class | style | title | dir | lang | xml:lang |           |          |
| <dfn>                              | id | class | style | title | dir | lang | xml:lang |           |          |
| <div>                              | id | class | style | title | dir | lang | xml:lang |           |          |
| <dl>                               | id | class | style | title | dir | lang | xml:lang |           |          |
| <dt>                               | id | class | style | title | dir | lang | xml:lang |           |          |
| <em>                               | id | class | style | title | dir | lang | xml:lang |           |          |
| <fieldset>                         | id | class | style | title | dir | lang | xml:lang |           |          |
| <form>                             | id | class | style | title | dir | lang | xml:lang |           |          |
| <hn>                               | id | class | style | title | dir | lang | xml:lang |           |          |
| <h1>, <h2>, <h3>, <h4>, <h5>, <h6> | id | class | style | title | dir | lang | xml:lang |           |          |
| <i>                                | id | class | style | title | dir | lang | xml:lang |           |          |
| <img>                              | id | class | style | title | dir | lang | xml:lang |           |          |
| <ins>                              | id | class | style | title | dir | lang | xml:lang |           |          |
| <kbd>                              | id | class | style | title | dir | lang | xml:lang |           |          |
| <li>                               | id | class | style | title | dir | lang | xml:lang |           |          |
| <link>                             | id | class | style | title | dir | lang | xml:lang |           |          |
| <map>                              | id | class | style | title | dir | lang | xml:lang |           |          |
| <noframes>                         | id | class | style | title | dir | lang | xml:lang |           |          |
| <noscript>                         | id | class | style | title | dir | lang | xml:lang |           |          |
| <ol>                               | id | class | style | title | dir | lang | xml:lang |           |          |
| <optgroup>                         | id | class | style | title | dir | lang | xml:lang |           |          |
| <option>                           | id | class | style | title | dir | lang | xml:lang |           |          |
| <p>                                | id | class | style | title | dir | lang | xml:lang |           |          |
| <pre>                              | id | class | style | title | dir | lang | xml:lang |           |          |
| <q>                                | id | class | style | title | dir | lang | xml:lang |           |          |
| <samp>                             | id | class | style | title | dir | lang | xml:lang |           |          |
| <small>                            | id | class | style | title | dir | lang | xml:lang |           |          |
| <span>                             | id | class | style | title | dir | lang | xml:lang |           |          |
| <strong>                           | id | class | style | title | dir | lang | xml:lang |           |          |
| <sub>                              | id | class | style | title | dir | lang | xml:lang |           |          |
| <sup>                              | id | class | style | title | dir | lang | xml:lang |           |          |
| <table>                            | id | class | style | title | dir | lang | xml:lang |           |          |
| <tbody>                            | id | class | style | title | dir | lang | xml:lang |           |          |
| <td>                               | id | class | style | title | dir | lang | xml:lang |           |          |
| <tfoot>                            | id | class | style | title | dir | lang | xml:lang |           |          |
| <th>                               | id | class | style | title | dir | lang | xml:lang |           |          |
| <thead>                            | id | class | style | title | dir | lang | xml:lang |           |          |
| <tr>                               | id | class | style | title | dir | lang | xml:lang |           |          |
| <tt>                               | id | class | style | title | dir | lang | xml:lang |           |          |
| <ul>                               | id | class | style | title | dir | lang | xml:lang |           |          |
| <var>                              | id | class | style | title | dir | lang | xml:lang |           |          |
| <label>                            | id | class | style | title | dir | lang | xml:lang | accesskey |          |
| <legend>                           | id | class | style | title | dir | lang | xml:lang | accesskey |          |
| <object>                           | id | class | style | title | dir | lang | xml:lang |           | tabindex |
| <select>                           | id | class | style | title | dir | lang | xml:lang |           | tabindex |
| <a>                                | id | class | style | title | dir | lang | xml:lang | accesskey | tabindex |
| <area>                             | id | class | style | title | dir | lang | xml:lang | accesskey | tabindex |
| <button>                           | id | class | style | title | dir | lang | xml:lang | accesskey | tabindex |
| <input>                            | id | class | style | title | dir | lang | xml:lang | accesskey | tabindex |
| <textarea>                         | id | class | style | title | dir | lang | xml:lang | accesskey | tabindex |

### Atributos de evento
Los atributos estándar o globales incluyen los atributos de manejo de evento. Todos tienen el prefijo -:
- onabort
- onautocomplete
- onautocompleteerror
- onblur
- oncancel
- oncanplay
- oncanplaythrough
- onchange
- onclick
- onclose
- oncontextmenu
- oncuechange
- ondblclick
- ondrag
- ondragend
- ondragenter
- ondragexit
- ondragleave
- ondragover
- ondragstart
- ondrop
- ondurationchange
- onemptied
- onended
- onerror
- onfocus
- oninput
- oninvalid
- onkeydown
- onkeypress
- onkeyup
- onload
- onloadeddata
- onloadedmetadata
- onloadstart
- onmousedown
- onmouseenter
- onmouseleave
- onmousemove
- onmouseout
- onmouseover
- onmouseup
- onmousewheel
- onpause
- onplay
- onplaying
- onprogress
- onratechange
- onreset
- onresize
- onscroll
- onseeked
- onseeking
- onselect
- onshow
- onsort
- onstalled
- onsubmit
- onsuspend
- ontimeupdate
- ontoggle
- onvolumechange
- onwaiting

Los atributos de evento, añadidos en HTML versión 4, permiten a un elemento especificar guiones o script que serán ejecutados bajo determinadas circunstancias. La tabla de más abajo lista algunos de los atributos de manejador de evento más comunes, y algunos elementos con los que pueden funcionar.
| Element                            | At     | At       | At      | At      | At         | At          | At          | At         | At          | At        | At        | At         | At      | At     | At      | At       | At       |
| ---------------------------------- | ------ | -------- | ------- | ------- | ---------- | ----------- | ----------- | ---------- | ----------- | --------- | --------- | ---------- | ------- | ------ | ------- | -------- | -------- |
| <frameset>                         | onload | onunload |         |         |            |             |             |            |             |           |           |            |         |        |         |          |          |
| <body>                             | onload | onunload |         | onclick | ondblclick | onmousedown | onmousemove | onmouseout | onmouseover | onmouseup | onkeydown | onkeypress | onkeyup |        |         |          |          |
| <abbr>                             |        |          |         | onclick | ondblclick | onmousedown | onmousemove | onmouseout | onmouseover | onmouseup | onkeydown | onkeypress | onkeyup |        |         |          |          |
| <acronym>                          |        |          |         | onclick | ondblclick | onmousedown | onmousemove | onmouseout | onmouseover | onmouseup | onkeydown | onkeypress | onkeyup |        |         |          |          |
| <address>                          |        |          |         | onclick | ondblclick | onmousedown | onmousemove | onmouseout | onmouseover | onmouseup | onkeydown | onkeypress | onkeyup |        |         |          |          |
| <b>                                |        |          |         | onclick | ondblclick | onmousedown | onmousemove | onmouseout | onmouseover | onmouseup | onkeydown | onkeypress | onkeyup |        |         |          |          |
| <big>                              |        |          |         | onclick | ondblclick | onmousedown | onmousemove | onmouseout | onmouseover | onmouseup | onkeydown | onkeypress | onkeyup |        |         |          |          |
| <blockquote>                       |        |          |         | onclick | ondblclick | onmousedown | onmousemove | onmouseout | onmouseover | onmouseup | onkeydown | onkeypress | onkeyup |        |         |          |          |
| <caption>                          |        |          |         | onclick | ondblclick | onmousedown | onmousemove | onmouseout | onmouseover | onmouseup | onkeydown | onkeypress | onkeyup |        |         |          |          |
| <center>                           |        |          |         | onclick | ondblclick | onmousedown | onmousemove | onmouseout | onmouseover | onmouseup | onkeydown | onkeypress | onkeyup |        |         |          |          |
| <cite>                             |        |          |         | onclick | ondblclick | onmousedown | onmousemove | onmouseout | onmouseover | onmouseup | onkeydown | onkeypress | onkeyup |        |         |          |          |
| <code>                             |        |          |         | onclick | ondblclick | onmousedown | onmousemove | onmouseout | onmouseover | onmouseup | onkeydown | onkeypress | onkeyup |        |         |          |          |
| <col>                              |        |          |         | onclick | ondblclick | onmousedown | onmousemove | onmouseout | onmouseover | onmouseup | onkeydown | onkeypress | onkeyup |        |         |          |          |
| <colgroup>                         |        |          |         | onclick | ondblclick | onmousedown | onmousemove | onmouseout | onmouseover | onmouseup | onkeydown | onkeypress | onkeyup |        |         |          |          |
| <dd>                               |        |          |         | onclick | ondblclick | onmousedown | onmousemove | onmouseout | onmouseover | onmouseup | onkeydown | onkeypress | onkeyup |        |         |          |          |
| <del>                              |        |          |         | onclick | ondblclick | onmousedown | onmousemove | onmouseout | onmouseover | onmouseup | onkeydown | onkeypress | onkeyup |        |         |          |          |
| <dfn>                              |        |          |         | onclick | ondblclick | onmousedown | onmousemove | onmouseout | onmouseover | onmouseup | onkeydown | onkeypress | onkeyup |        |         |          |          |
| <dir>                              |        |          |         | onclick | ondblclick | onmousedown | onmousemove | onmouseout | onmouseover | onmouseup | onkeydown | onkeypress | onkeyup |        |         |          |          |
| <div>                              |        |          |         | onclick | ondblclick | onmousedown | onmousemove | onmouseout | onmouseover | onmouseup | onkeydown | onkeypress | onkeyup |        |         |          |          |
| <dl>                               |        |          |         | onclick | ondblclick | onmousedown | onmousemove | onmouseout | onmouseover | onmouseup | onkeydown | onkeypress | onkeyup |        |         |          |          |
| <dt>                               |        |          |         | onclick | ondblclick | onmousedown | onmousemove | onmouseout | onmouseover | onmouseup | onkeydown | onkeypress | onkeyup |        |         |          |          |
| <em>                               |        |          |         | onclick | ondblclick | onmousedown | onmousemove | onmouseout | onmouseover | onmouseup | onkeydown | onkeypress | onkeyup |        |         |          |          |
| <fieldset>                         |        |          |         | onclick | ondblclick | onmousedown | onmousemove | onmouseout | onmouseover | onmouseup | onkeydown | onkeypress | onkeyup |        |         |          |          |
| <h1>, <h2>, <h3>, <h4>, <h5>, <h6> |        |          |         | onclick | ondblclick | onmousedown | onmousemove | onmouseout | onmouseover | onmouseup | onkeydown | onkeypress | onkeyup |        |         |          |          |
| <hr>                               |        |          |         | onclick | ondblclick | onmousedown | onmousemove | onmouseout | onmouseover | onmouseup | onkeydown | onkeypress | onkeyup |        |         |          |          |
| <i>                                |        |          |         | onclick | ondblclick | onmousedown | onmousemove | onmouseout | onmouseover | onmouseup | onkeydown | onkeypress | onkeyup |        |         |          |          |
| <ins>                              |        |          |         | onclick | ondblclick | onmousedown | onmousemove | onmouseout | onmouseover | onmouseup | onkeydown | onkeypress | onkeyup |        |         |          |          |
| <kbd>                              |        |          |         | onclick | ondblclick | onmousedown | onmousemove | onmouseout | onmouseover | onmouseup | onkeydown | onkeypress | onkeyup |        |         |          |          |
| <legend>                           |        |          |         | onclick | ondblclick | onmousedown | onmousemove | onmouseout | onmouseover | onmouseup | onkeydown | onkeypress | onkeyup |        |         |          |          |
| <li>                               |        |          |         | onclick | ondblclick | onmousedown | onmousemove | onmouseout | onmouseover | onmouseup | onkeydown | onkeypress | onkeyup |        |         |          |          |
| <link>                             |        |          |         | onclick | ondblclick | onmousedown | onmousemove | onmouseout | onmouseover | onmouseup | onkeydown | onkeypress | onkeyup |        |         |          |          |
| <map>                              |        |          |         | onclick | ondblclick | onmousedown | onmousemove | onmouseout | onmouseover | onmouseup | onkeydown | onkeypress | onkeyup |        |         |          |          |
| <menu>                             |        |          |         | onclick | ondblclick | onmousedown | onmousemove | onmouseout | onmouseover | onmouseup | onkeydown | onkeypress | onkeyup |        |         |          |          |
| <noframes>                         |        |          |         | onclick | ondblclick | onmousedown | onmousemove | onmouseout | onmouseover | onmouseup | onkeydown | onkeypress | onkeyup |        |         |          |          |
| <noscript>                         |        |          |         | onclick | ondblclick | onmousedown | onmousemove | onmouseout | onmouseover | onmouseup | onkeydown | onkeypress | onkeyup |        |         |          |          |
| <object>                           |        |          |         | onclick | ondblclick | onmousedown | onmousemove | onmouseout | onmouseover | onmouseup | onkeydown | onkeypress | onkeyup |        |         |          |          |
| <ol>                               |        |          |         | onclick | ondblclick | onmousedown | onmousemove | onmouseout | onmouseover | onmouseup | onkeydown | onkeypress | onkeyup |        |         |          |          |
| <optgroup>                         |        |          |         | onclick | ondblclick | onmousedown | onmousemove | onmouseout | onmouseover | onmouseup | onkeydown | onkeypress | onkeyup |        |         |          |          |
| <option>                           |        |          |         | onclick | ondblclick | onmousedown | onmousemove | onmouseout | onmouseover | onmouseup | onkeydown | onkeypress | onkeyup |        |         |          |          |
| <p>                                |        |          |         | onclick | ondblclick | onmousedown | onmousemove | onmouseout | onmouseover | onmouseup | onkeydown | onkeypress | onkeyup |        |         |          |          |
| <pre>                              |        |          |         | onclick | ondblclick | onmousedown | onmousemove | onmouseout | onmouseover | onmouseup | onkeydown | onkeypress | onkeyup |        |         |          |          |
| <q>                                |        |          |         | onclick | ondblclick | onmousedown | onmousemove | onmouseout | onmouseover | onmouseup | onkeydown | onkeypress | onkeyup |        |         |          |          |
| <s>                                |        |          |         | onclick | ondblclick | onmousedown | onmousemove | onmouseout | onmouseover | onmouseup | onkeydown | onkeypress | onkeyup |        |         |          |          |
| <samp>                             |        |          |         | onclick | ondblclick | onmousedown | onmousemove | onmouseout | onmouseover | onmouseup | onkeydown | onkeypress | onkeyup |        |         |          |          |
| <small>                            |        |          |         | onclick | ondblclick | onmousedown | onmousemove | onmouseout | onmouseover | onmouseup | onkeydown | onkeypress | onkeyup |        |         |          |          |
| <span>                             |        |          |         | onclick | ondblclick | onmousedown | onmousemove | onmouseout | onmouseover | onmouseup | onkeydown | onkeypress | onkeyup |        |         |          |          |
| <strike>                           |        |          |         | onclick | ondblclick | onmousedown | onmousemove | onmouseout | onmouseover | onmouseup | onkeydown | onkeypress | onkeyup |        |         |          |          |
| <strong>                           |        |          |         | onclick | ondblclick | onmousedown | onmousemove | onmouseout | onmouseover | onmouseup | onkeydown | onkeypress | onkeyup |        |         |          |          |
| <sub>                              |        |          |         | onclick | ondblclick | onmousedown | onmousemove | onmouseout | onmouseover | onmouseup | onkeydown | onkeypress | onkeyup |        |         |          |          |
| <sup>                              |        |          |         | onclick | ondblclick | onmousedown | onmousemove | onmouseout | onmouseover | onmouseup | onkeydown | onkeypress | onkeyup |        |         |          |          |
| <table>                            |        |          |         | onclick | ondblclick | onmousedown | onmousemove | onmouseout | onmouseover | onmouseup | onkeydown | onkeypress | onkeyup |        |         |          |          |
| <tbody>                            |        |          |         | onclick | ondblclick | onmousedown | onmousemove | onmouseout | onmouseover | onmouseup | onkeydown | onkeypress | onkeyup |        |         |          |          |
| <td>                               |        |          |         | onclick | ondblclick | onmousedown | onmousemove | onmouseout | onmouseover | onmouseup | onkeydown | onkeypress | onkeyup |        |         |          |          |
| <tfoot>                            |        |          |         | onclick | ondblclick | onmousedown | onmousemove | onmouseout | onmouseover | onmouseup | onkeydown | onkeypress | onkeyup |        |         |          |          |
| <th>                               |        |          |         | onclick | ondblclick | onmousedown | onmousemove | onmouseout | onmouseover | onmouseup | onkeydown | onkeypress | onkeyup |        |         |          |          |
| <thead>                            |        |          |         | onclick | ondblclick | onmousedown | onmousemove | onmouseout | onmouseover | onmouseup | onkeydown | onkeypress | onkeyup |        |         |          |          |
| <tr>                               |        |          |         | onclick | ondblclick | onmousedown | onmousemove | onmouseout | onmouseover | onmouseup | onkeydown | onkeypress | onkeyup |        |         |          |          |
| <tt>                               |        |          |         | onclick | ondblclick | onmousedown | onmousemove | onmouseout | onmouseover | onmouseup | onkeydown | onkeypress | onkeyup |        |         |          |          |
| <u>                                |        |          |         | onclick | ondblclick | onmousedown | onmousemove | onmouseout | onmouseover | onmouseup | onkeydown | onkeypress | onkeyup |        |         |          |          |
| <ul>                               |        |          |         | onclick | ondblclick | onmousedown | onmousemove | onmouseout | onmouseover | onmouseup | onkeydown | onkeypress | onkeyup |        |         |          |          |
| <var>                              |        |          |         | onclick | ondblclick | onmousedown | onmousemove | onmouseout | onmouseover | onmouseup | onkeydown | onkeypress | onkeyup |        |         |          |          |
| <img>                              |        |          | onabort | onclick | ondblclick | onmousedown | onmousemove | onmouseout | onmouseover | onmouseup | onkeydown | onkeypress | onkeyup |        |         |          |          |
| <a>                                |        |          |         | onclick | ondblclick | onmousedown | onmousemove | onmouseout | onmouseover | onmouseup | onkeydown | onkeypress | onkeyup | onblur | onfocus |          |          |
| <area>                             |        |          |         | onclick | ondblclick | onmousedown | onmousemove | onmouseout | onmouseover | onmouseup | onkeydown | onkeypress | onkeyup | onblur | onfocus |          |          |
| <button>                           |        |          |         | onclick | ondblclick | onmousedown | onmousemove | onmouseout | onmouseover | onmouseup | onkeydown | onkeypress | onkeyup | onblur | onfocus |          |          |
| <form>                             |        |          |         | onclick | ondblclick | onmousedown | onmousemove | onmouseout | onmouseover | onmouseup | onkeydown | onkeypress | onkeyup | onblur | onfocus |          |          |
| <label>                            |        |          |         | onclick | ondblclick | onmousedown | onmousemove | onmouseout | onmouseover | onmouseup | onkeydown | onkeypress | onkeyup | onblur | onfocus |          |          |
| <select>                           |        |          |         | onclick | ondblclick | onmousedown | onmousemove | onmouseout | onmouseover | onmouseup | onkeydown | onkeypress | onkeyup | onblur | onfocus | onchange |          |
| <input>                            |        |          |         | onclick | ondblclick | onmousedown | onmousemove | onmouseout | onmouseover | onmouseup | onkeydown | onkeypress | onkeyup | onblur | onfocus | onchange | onselect |
| <textarea>                         |        |          |         | onclick | ondblclick | onmousedown | onmousemove | onmouseout | onmouseover | onmouseup | onkeydown | onkeypress | onkeyup | onblur | onfocus | onchange | onselect |